# Siegmund Ehrmann

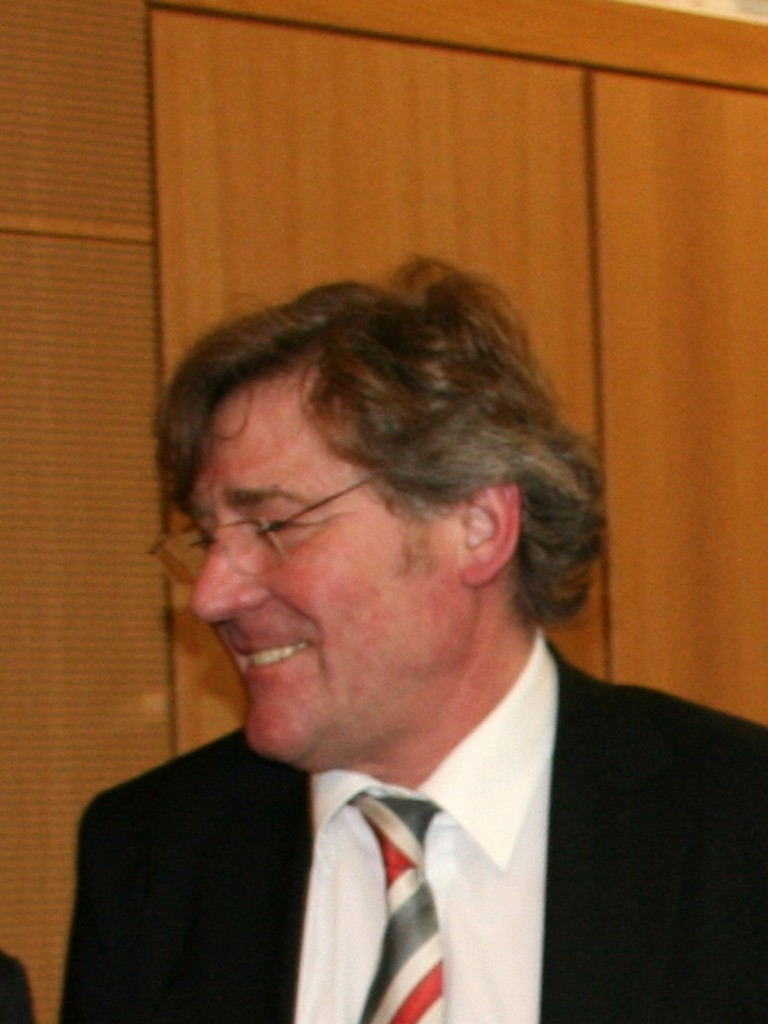
Siegmund Ehrmann 2010

Siegmund Ehrmann (* 24. Januar 1952 in Moers) ist ein deutscher Politiker (SPD). Er gehörte als Abgeordneter dem Deutschen Bundestag von 2002 bis 2017 an und war dort Vorsitzender des Ausschusses für Kultur und Medien.

## Leben
Nach der Mittleren Reife trat Ehrmann 1968 in den Dienst der Stadt Moers ein und absolvierte hier eine Ausbildung in der Verwaltung. Den Besuch einer Fachhochschule beendete er 1973 als Diplom-Verwaltungswirt (FH). 1988 übernahm Ehrmann die Leitung des Personal- und Organisationsamtes der Stadt Moers, bis er 1994 Dezernent für Personal und Kultur wurde. Zuletzt war Ehrmann als Leitender Verwaltungsdirektor von 2000 bis 2002 Personal-, Ordnungs- und Feuerschutzdezernent bzw. von April bis September 2002 Kultur-, Ordnungs- und Feuerschutzdezernent der Stadt Moers.
Siegmund Ehrmann ist verheiratet und hat eine Tochter. Er lebt mit seiner Familie in Neukirchen-Vluyn.

## Politik
Ehrmann ist seit 1970 Mitglied der SPD und seit März 2004 Vorsitzender des SPD-Stadtverbandes Moers. Darüber hinaus ist Ehrmann Mitglied des Vorstands des Kulturforums der Sozialdemokratie (SPD) mit den Themenschwerpunkten Bundeskulturpolitik im Allgemeinen, Förderung von Musik (insbesondere Jazz), Kultur- und Kreativwirtschaft inkl. Urheberrecht, soziale Lage und Förderung von Kultur- und Kreativwirtschaft, kommunale Kulturfinanzierung sowie Bibliotheken und Verlage inklusive Digitalisierung. Von 1984 bis 1990 gehörte er dem Rat der Stadt Neukirchen-Vluyn an.
Ehrmann war von 2002 bis 2017 Mitglied des Deutschen Bundestages. Er zog stets als direkt gewählter Abgeordneter des Wahlkreises Krefeld II – Wesel II, der Moers, Neukirchen-Vluyn und den Norden Krefelds umfasst, in den Bundestag ein. Bei der Bundestagswahl 2009 erreichte er hier 39,6 % der Erststimmen.
Von 2003 bis 2007 war er Sprecher der Arbeitsgruppe der SPD-Fraktion für die Enquête-Kommission Kultur in Deutschland, deren stellvertretender Vorsitzender er ab 2006 war. Ab 2005 war er Mitglied im Vorstand des Netzwerks Berlin, einem Zusammenschluss von progressiven SPD-Bundestagsabgeordneten. In der 17. Legislaturperiode (2009–2013) war er kulturpolitischer Sprecher der SPD-Bundestagsfraktion. 2014 wurde er zum Vorsitzenden des Ausschusses für Kultur und Medien gewählt, dem er seit 2002 angehörte. Von 2005 bis 2009 hatte er bereits den stellvertretenden Vorsitz inne. 1996 trat er in die Kulturpolitische Gesellschaft ein und war dort von 2009 bis 2018 Mitglied im Vorstand.
Zur Bundestagswahl 2017 trat Ehrmann nicht mehr an.